# Borda des Plans
La Borda des Plans (Borda dels Plans, en pallarès) és una borda del terme municipal de Sarroca de Bellera, del Pallars Jussà.
Està situada al nord-oest del poble de les Esglésies, al vessant de llevant del Tossal de Prat d'Hort,